# پایگاه نیروی هوایی تیندال
پایگاه نیروهوایی تیندال (به انگلیسی: Tyndall Air Force Base) یک فرودگاه پایگاه نیروی هوایی است. این فرودگاه در کشور ایالات متحده آمریکا قرار دارد.